# Verbena (botanica)
Verbena L. è un genere di piante erbacee annue o perenni della famiglia delle Verbenaceae.

## Etimologia
Si ritiene che il nome di questa pianta derivi dal latino verbenae, che indicava genericamente rametti e sterpi. Ma anche dal celtico ferfaen, da fer (scacciare via) e faen (pietra), infatti la pianta era usata per curare problemi dovuti ai calcoli renali. Veniva usata dalle tribù indiane, da maghi e stregoni per incantesimi e sacrifici agli dei, per questo veniva chiamata anche erba sacra. La verbena era sacra a Iside, sacra la ritenevano gli antichi Romani. La pianta era nota per le sue presunte proprietà magiche e afrodisiache. Una leggenda narra che fu utilizzata sulla collina del Calvario per cicatrizzare le ferite di Gesù crocifisso e ancora oggi, nella liturgia della festività dedicata all'Assunzione di Maria, viene utilizzata per benedire le chiese. La verbena possiede proprietà: antidepressiva, antinevralgica, spasmolitica, febbrifuga, antinfiammatoria; inoltre ha proprietà emollienti e rinfrescanti.

## Descrizione
Il fusto è quadrangolare. Le foglie sono per lo più opposte, dentate, alterne e con nervature ben visibili. I fiori hanno un calice a quattro o cinque sepali, parzialmente fusi. La corolla (gamopetala) ha la forma di un tubo allungato con cinque petali non perfettamente uguali. L'androceo è formato da quattro stami inseriti sul tubo corollino. Si presentano dalla primavera all'autunno inoltrato. Il frutto è una capsula con quattro semi.

## Distribuzione e habitat
La maggior parte delle specie del genere sono spontanee nel Nuovo Mondo, dal Canada al Cile. Poche specie sono spontanee nel Vecchio Mondo, più che altro in Europa.

## Tassonomia
Il genere comprende 124 specie:
- Verbena alata Cham.
- Verbena andalgalensis Moldenke
- Verbena atacamensis Reiche
- Verbena australis Moldenke
- Verbena balansae Briq.
- Verbena bangiana Moldenke
- Verbena berterii (Meisn.) Schauer
- Verbena bonariensis L. -
- Verbena bracteata Lag. & Rodr.
- Verbena brasiliensis Vell.
- Verbena californica Moldenke
- Verbena campestris Moldenke
- Verbena canescens Kunth
- Verbena caniuensis Moldenke
- Verbena carnea Medik.
- Verbena carolina L.
- Verbena carollata Briq.
- Verbena catamarcensis Moldenke
- Verbena catharinae Moldenke
- Verbena chacensis Moldenke
- Verbena clavata Ruiz & Pav.
- Verbena cloverae Moldenke
- Verbena cochabambensis Moldenke
- Verbena concepcionis Moldenke
- Verbena corymbosa Ruiz & Pav.
- Verbena cumingii Moldenke
- Verbena cuneifolia Ruiz & Pav.
- Verbena delicatula Mart. & Zucc.
- Verbena demissa Moldenke
- Verbena dusenii Moldenke
- Verbena ehrenbergiana Schauer
- Verbena ephedroides Cham.
- Verbena fasciculata Benth.
- Verbena ferreyrae Moldenke
- Verbena filicaulis Schauer
- Verbena gentryi Moldenke
- Verbena glabrata Kunth
- Verbena glutinosa Kuntze
- Verbena goyazensis Moldenke
- Verbena gracilescens (Cham.) Herter
- Verbena gracilis Desf.
- Verbena grisea B.L.Rob. & Greenm.
- Verbena gynobasis Wedd.
- Verbena hastata L.
- Verbena hatschbachi Moldenke
- Verbena hayekii Moldenke
- Verbena hintonii Moldenke
- Verbena hirta Spreng.
- Verbena hispida Ruiz & Pav.
- Verbena imbricata Wooton & Standl.
- Verbena inamoena Briq.
- Verbena intermedia Gillies & Hook.
- Verbena johnstonii (Moldenke) G.L.Nesom
- Verbena jordanensis Moldenke
- Verbena kuhlmannii Moldenke
- Verbena landbeckii Phil.
- Verbena lasiostachys Link
- Verbena lindbergi Moldenke
- Verbena lindmanii Briq.
- Verbena litoralis Kunth
- Verbena lobata Vell.
- Verbena longifolia M.Martens & Galeotti
- Verbena lucanensis Moldenke
- Verbena macdougalii A.Heller
- Verbena macrodonta L.M.Perry
- Verbena malmii Moldenke
- Verbena menthifolia Benth.
- Verbena minutiflora Briq.
- Verbena montevidensis Spreng.
- Verbena monticola Moldenke
- Verbena multiglandulosa Moldenke
- Verbena neomexicana (A.Gray) Small
- Verbena nivea Moldenke
- Verbena occulta Moldenke
- Verbena officinalis L.
- Verbena orcuttiana L.M.Perry
- Verbena ovata Cham.
- Verbena paraguariensis Moldenke
- Verbena paranensis Moldenke
- Verbena parvula Hayek
- Verbena paulensis Moldenke
- Verbena paulsenii Phil.
- Verbena pedicellata Moldenke
- Verbena perennis Wooton
- Verbena pinetorum Moldenke
- Verbena plicata Greene
- Verbena polycephala Turcz.
- Verbena porrigens Phil.
- Verbena pseudojuncea Gay
- Verbena ramboi Moldenke
- Verbena ramulosa Phil.
- Verbena recta Kunth
- Verbena rectiloba Moldenke
- Verbena regnelliana Moldenke
- Verbena reineckii Moldenke
- Verbena reitzii Moldenke
- Verbena ribifolia Walp.
- Verbena rigida Spreng.
- Verbena riparia Raf.exSmall & A.Heller
- Verbena robusta Greene
- Verbena runyonii Moldenke
- Verbena russellii Moldenke
- Verbena scabra Vahl
- Verbena scabrella Sessé & Moc.
- Verbena sedula Moldenke
- Verbena simplex Lehm.
- Verbena spartioides Turcz.
- Verbena sphaerocarpa L.M.Perry
- Verbena storeoclada Briq.
- Verbena stricta Vent.
- Verbena strigosa Cham.
- Verbena subuligera Greene
- Verbena supina L.
- Verbena swiftiana Moldenke
- Verbena tecticaulis Tronc.
- Verbena tessmannii Moldenke
- Verbena thymoides Cham.
- Verbena tomophylla Briq.
- Verbena townsendii Svenson
- Verbena trachea Phil.
- Verbena trifida Kunth
- Verbena triternata Phil.
- Verbena urticifolia L.
- Verbena valerianoides Kunth
- Verbena variabilis Moldenke
- Verbena villifolia Hayek
- Verbena weberbaueri Hayek
- Verbena xutha Lehm.

## Riferimenti nella cultura
La pianta della Verbena è citata in Madama Butterfly di Giacomo Puccini. Il protagonista Pinkerton, rivolgendosi alla moglie giapponese Cio-Cio-San, alias Madama Butterfly, l'appella con questi versi: Piccina, mogliettina, olezzo di verbena.
La pianta della verbena è considerata velenosa per i vampiri.
In Spagna, la Verbena è anche una festa di carattere popolare, presente in varie città o paesi.
Nella serie televisiva The Vampire Diaries e in The Originals, la verbena è spesso citata in quanto capace di indebolire i vampiri; questa, inoltre, impedisce a chi la assume di essere soggiogato.
Il Canto della Verbena è un canto della città di Siena, intonato sia in ambito paliesco dai contradaioli, sia in ambito sportivo soprattutto dai tifosi della Mens Sana Siena e della Robur Siena, rispettivamente le squadre di basket e calcio della città toscana.
Verbena è il nome della principessa nella favola di Italo Calvino dal titolo La foresta-radice-labirinto edita da Emme Ed. nel 1981 (ora in Romanzi e Racconti, III). Da questa favola Roberto Andò ha tratto un adattamento per il teatro delle marionette (La foresta-radice-labirinto, Museo internazionale delle marionette, Palermo 1987).
È anche citata nella canzone "Fiorin fiorello" di Carlo Buti.